# Slunéčko dlouhoskvrnné
Slunéčko dlouhoskvrnné (Myzia oblongoguttata) je druh brouka z čeledi slunéčkovití.

## Popis
Délka těla slunéčka dlouhoskvrnného se pohybuje v rozmezí 6–8,5 mm. Tělo je široce oválné, krovky rezavohnědé, okrové až černohnědé s bílými podlouhlými skvrnami v pěti řadách. Pronotum je stejné barvy, popřípadě tmavší. Na pronotu je po obou stranách velká bílá skvrna. Nohy a tykadla jsou hnědé. Larvy ve čtvrtém instaru jsou šedočerné, na přední straně pronota mají oranžovou skvrnu. Kukly jsou bílé s černými tečkami.

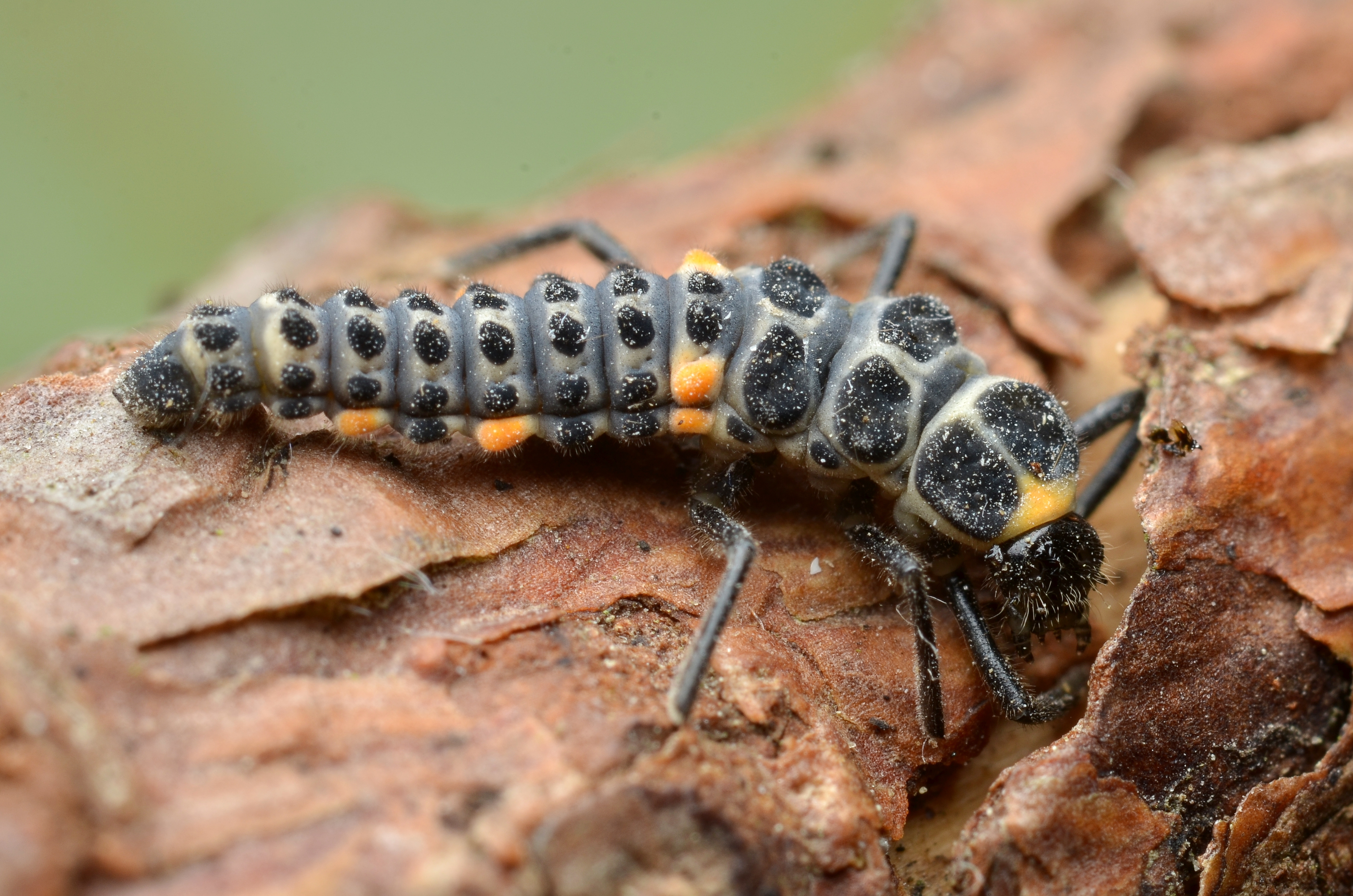
Larva
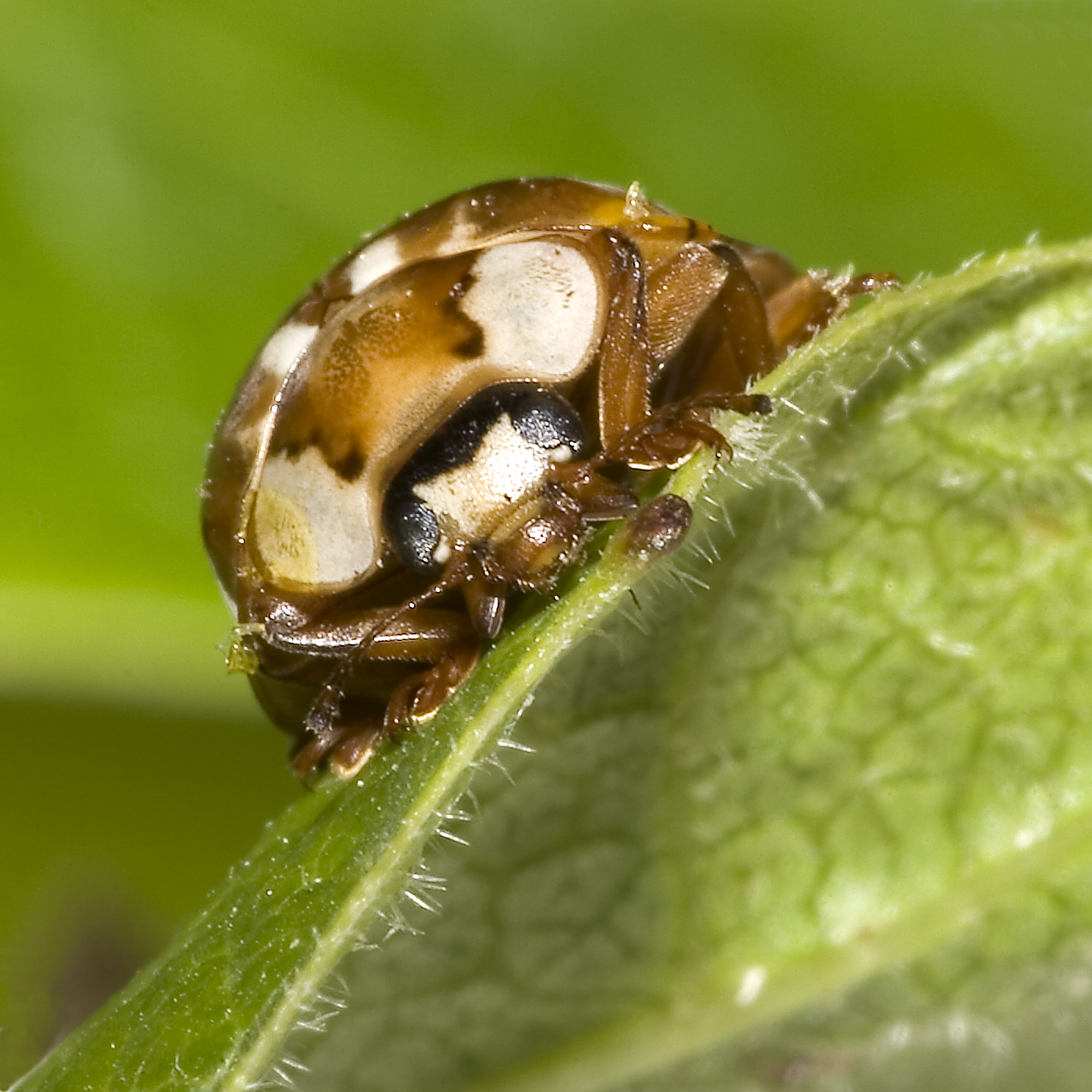
Hlava a pronotum

## Rozšíření
Slunéčko dlouhoskvrnné je palearktický druh, preferuje jehličnaté lesy, přičemž ve středních polohách žije na borovicích a ve vyšších polohách na smrcích, létá od dubna do srpna, přezimovává v opadance.

## Potrava
Slunéčko dlouhoskvrnné se živí mšicemi z rodu Cinara.